# Hans-Lukas Teuber
Hans-Lukas Teuber (geboren 7. August 1916 in Berlin; gestorben 4. Januar 1977 in Virgin Islands) war ein US-amerikanischer Neuropsychologe.

## Leben
Teuber gilt als einer der Begründer der experimentellen Neuropsychologie. Er leitete das Psychology Department des Massachusetts Institute of Technology (MIT).
Sein Vater Eugen Teuber (1889–1957), ein Student von Carl Stumpf, begründete 1913 die Anthropoidenstation der Preussischen Akademie der Wissenschaften auf Teneriffa.
Hans-Lukas Teuber studierte von 1935 bis 1939 an der Universität Basel, unter anderem bei Adolf Portmann und Hans Spemann. 1941 emigrierte er in die USA. 1947 wurde er an der Harvard University bei Gordon Allport in Psychologie promoviert.
Teuber forschte unter anderem über den Patienten Henry Gustav Molaison.

## Auszeichnungen
- 1962: Mitglied American Academy of Arts and Sciences
- 1966: Karl Spencer Lashley Award
- 1972: Mitglied National Academy of Sciences

## Schriften
- Wyatt, F., & Teuber, H. L. (1944): German psychology under the Nazi system: 1933–1940. Psychological Review, 51(4), 229–247. https://doi.org/10.1037/h0056107.
- Hans-Lukas Teuber & Mortimer Mishkin (1954): Judgment of Visual and Postural Vertical After Brain Injury, The Journal of Psychology, 38:1, 161–175, DOI:10.1080/00223980.1954.9712927.
- TEUBER HL: Physiological psychology. Annu Rev Psychol. 1955;6:267–96. doi:10.1146/annurev.ps.06.020155.001411.
- Brenda Milner, Suzanne Corkin, H.-L. Teuber; Further analysis of the hippocampal amnesic syndrome: 14-year follow-up study of H.M., Neuropsychologia, Volume 6, Issue 3, 1968, Pages 215–234, https://doi.org/10.1016/0028-3932(68)90021-3.